# Thomas Nöske
Thomas Nöske (* 1969 in Bottrop) ist ein deutscher Autor und Kulturkritiker. Er ist Mitbegründer und einer der Protagonisten des Social Beat.

## Leben
Thomas Nöske wuchs in Göttingen auf und drehte schon als Kind seine ersten Science-Fiction-Filme auf Super 8. Später folgten erste Kriminalgeschichten. Nach Abschluss seiner Schulausbildung studierte er Soziale Arbeit, Soziologie und Psychologie. 1991 gründete er in Göttingen das Literaturmagazin HOKAHE. Im Jahr 1992 ging Nöske nach Berlin. Er beteiligte sich an verschiedenen links-alternativen Lebensformen wie Land-WGs, Hausbesetzungen und kollektiven Projekten. Nöske engagierte sich vor allem in der Literaturszene der 1990er Jahre und wurde insbesondere in seiner Wahlheimat Berlin zum Aktivisten und Theoretiker des literarischen Underground.
1993 organisierte Nöske zusammen mit Jörg André Dahlmeyer und anderen das Berliner Literaturfestival „Töte den Affen“, für das Nöske und Dahlmeyer in Anlehnung an die amerikanische Beat Generation, Charles Bukowski und moderne französische Autoren das Schlagwort des Social Beat prägten. Der Begriff wurde zur Bezeichnung einer sich rasch entwickelnden alternativen Literaturszene der 1990er Jahre. An vielen Orten in ganz Deutschland fanden Lesungen und Festivals statt, an denen sowohl bekannte Autoren als auch Hobbyliteraten teilnahmen und Nöske sich vielfältig beteiligte. Nöske war auch Mitorganisator des zweiten Berliner Social-Beat-Festivals, das 1994 unter dem Motto „Der Affe schlägt zurück“ stattfand. Er publizierte regelmäßig in verschiedenen Zeitschriften und Fanzines und war zudem Mitherausgeber der Jugendkulturzeitschrift Orange Agenten und des Kulturmagazins Molli – Magazin für Zeitkritik & engagierte Literatur. Die Social-Beat-Bewegung ging dann in der sich parallel entwickelnden Slam-Poetry-Szene auf und flaute Ende der 1990er wieder ab.
Nöske veröffentlichte zahlreiche Publikationen über Themen der Kunst, Popkultur, Alternativliteratur, kritischen Theorie, Niklas Luhmanns Systemtheorie und Science-Fiction. Insbesondere befasste er sich mit der Reflexion von Kultur und Kulturpolitik im Zusammenhang mit negativ-utopischen Intentionen. Dabei fand Nöske einige Beachtung mit seinem Sachbuch Clockwell Orwell, in dem er sich mit der „kulturellen Wirklichkeit negativ-utopischer Science-Fiction“ (so auch der Untertitel des Buches) kritisch auseinandersetzte. Das Buch wurde 1997 im Münsteraner Unrast Verlag veröffentlicht. Bereits 1996 entstand Nöskes Videoproduktion Irrlichter der Großstadt, die von seiner Arbeit an Clockwork Orwell stark beeinflusst war.
Seit Anfang der 2000er Jahre publizierte Nöske vor allem kulturkritische Aufsätze und beteiligte sich an mehreren Anthologien. Beispielsweise steuerte er zu dem 2005 von Willi Bischof herausgegebenen Sammelband Film:riss. Studien über den Film „Der Untergang“ einen Aufsatz bei und war an der Dokumentation über Helmut Salzingers frühere Kult-Literaturzeitschrift FALK (1984–87), die 2007 von Caroline Hartge und Ralf Zühlke unter dem Titel querFALK herausgegeben wurde, beteiligt.
Thomas Nöske lebt in Berlin.

## Werke
Belletristik/Lyrik
- Mein Leben mit Kittekat. Erzählung. Mit Fotografien von Jörn Morisse. Bunte Raben Verlag, Lintig-Meckelstedt 1996, ISBN 3-9804214-0-6.
- zusammen mit HEL: Pop-Schamanismus (= Minotaurus-Buch, No. 001). Edition Minotaurus der Galerie Vevais im Klaus Bielefeld Verlag, Friedland 1999, ISBN 3-932325-99-0.
- Comix 2000. Mit Zeichnungen von Theo Köppen. Herausgegeben von Alexander Scholz. Edition Minotaurus, Cottbus 2000, DNB 965207218 (= Reihe der lyrischen Philosophie).
- zusammen mit Thomas Stemmer: Fundstücke. Gesammelt und kommentiert. Eigenverlag Thomas Nöske, Berlin 2007; zugleich: Eigenverlag Thomas Stemmer, Sevilla (Spanien) 2007.

Sachbuch zur Kulturkritik
- Clockwork Orwell. Über die kulturelle Wirklichkeit negativ-utopischer Science-fiction. 1. Auflage. Unrast Verlag, Münster 1997, ISBN 3-928300-70-9 (Rezension (PDF, 448 kB) von Hanna Behrend in der Zeitschrift Utopie Kreativ, Heft Nr. 90, April 1998, S. 82–83).

Videofilm
- Irrlichter der Großstadt. 1996.

Online-Texte
- Wie die Informatiker die platonischen Ideen programmierten... Prosabeitrag vom 19. Juli 2001 im Schweizer Online-Fanzine Untergrund Blättle (online auf www.untergrund-blättle.ch).